# المدينة القديمة للجديدة

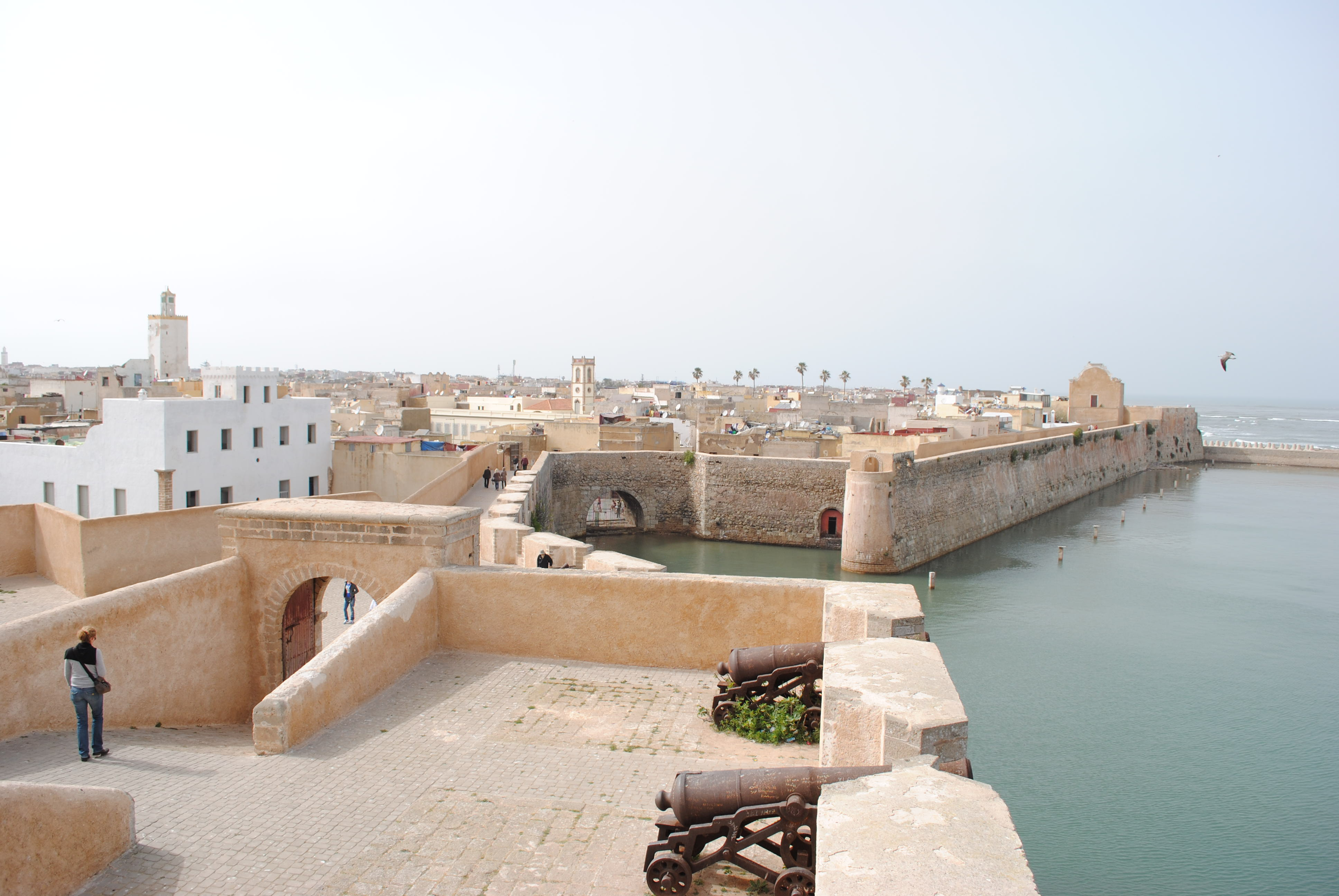
السور القديم بالحي البرتغالي

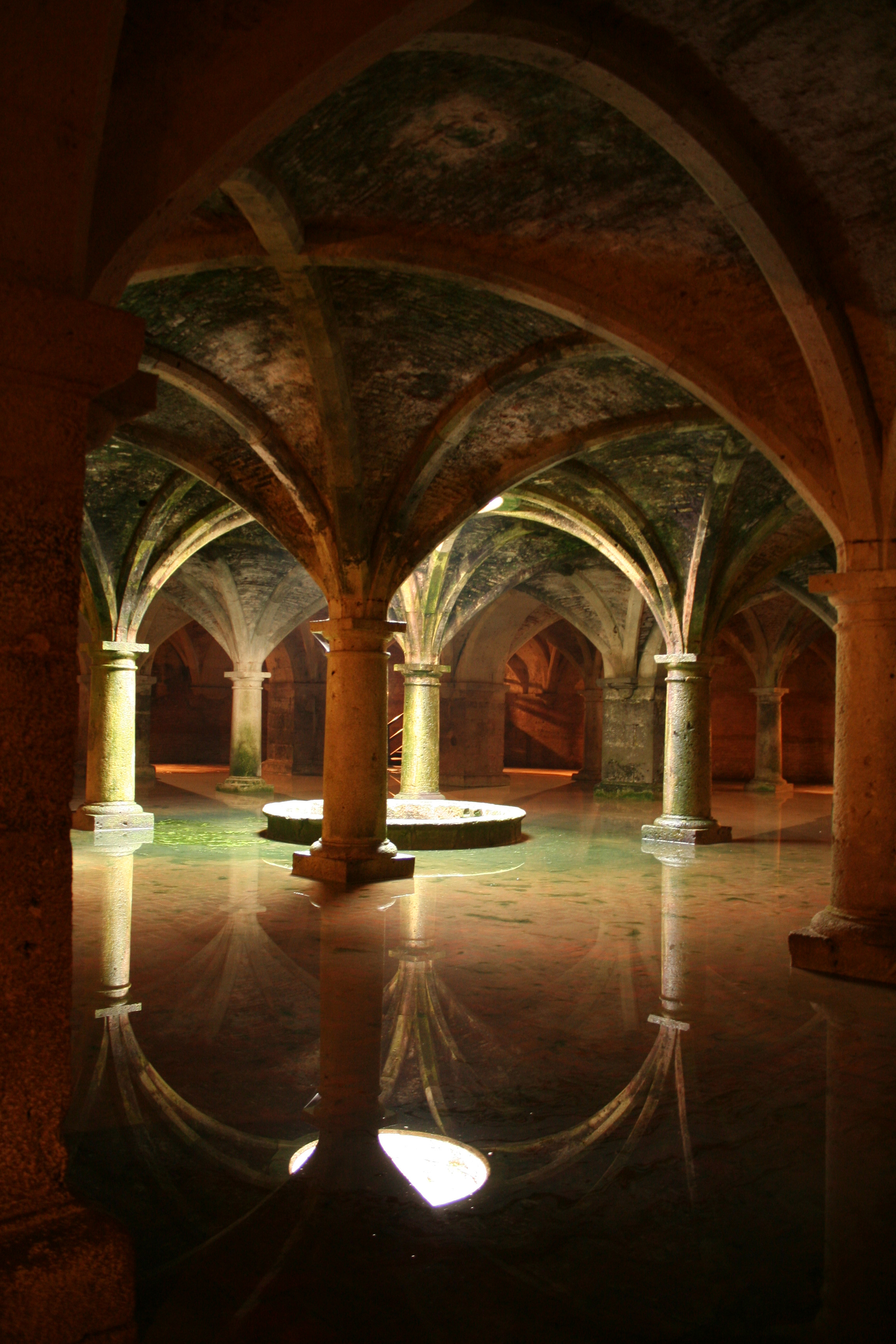
غرفة تحت أرضية واسعة كانت مخزنا للأسلحة، قبل أن يتم إعادة تأهيلها لإستعمالها كخزان للمياه سنة 1514م

المدينة القديمة للجديدة وتضم مازاغان البرتغالية وأجزاء عمارة مغربية قديمة في تمازج وتنسيق أضفى على الموقع سحرا وطابعا متميزا، منذ عن نهاية القرون الوسطى بعد سقوط الأندلس وبداية عصور الإستكشافات الكبرى، ولهذا فهي تسمى أيضا المدينة البرتغالية مازاغان أو مزاغان الجديدة، سجلت في سنة 2004، بلائحة التراث العالمي لمنظمة اليونسكو.
تعد مازاغان المدينة القديمة للجديدة مثالا متميزا يجسد تمازج الثقافتين العربية الإسلامية والأروبية، والتأثيرات المتبادلة بين الثقافتين.
وهي تعتبر من المراكز الأولى التي حصنها واستوطنها البرتغاليون من بوابة إفريقيا إلى أعماقها في طريقهم إلى الهند. و تتجسد هذه التأثيرات بوضوح في الهندسة و التخطيط العمراني.
كما تشكل مازاغان مثالا متميزا للمدن البرتغالية المحصنة التي تتبلور من خلالها أفكار عصر النهضة و تقنيات العمارة البرتغالية التي قادت المرحلة الأولى من الرحلات البحرية الأروبية واستكشافات أروبا للعالم الجديد.

## لمحة تاريخية عن التواجد البرتغالي بالسواحل المغربية
من الظروف التي شجعت البرتغال الاستيلاء على موقع مازغان هي تراجع المدّ الإسلامي بالأندلس وتطلع العثمانيين للسيطرة على المغرب:
فنصت اتفاقية 1479م بين إسبانيا والبرتغال على أن تحتكر البرتغال الساحل الإفريقي الغربي بما فيه مملكة فاس. وبعد اكتشاف البرتغال للطريق الجديد المؤدي إلى الشرق؛ أراد الاستعمار البرتغالي أن يجعل من المغرب مجالا اقتصاديا؛ بحيث حاول أن يحتكر تجارة المغرب دون باقي الدول الأوربية، وأن يُكيّف اقتصاد المغرب مع الرغبات البرتغالية. من هنا استولى البرتغاليون على أهم موانئ المغرب وتطلعوا إلى خارج الموانئ، وخاصة موانئ الجنوب. مستغلين تَمَزُّقُ الوحدة السياسية بالمغرب: الوطاسيون والسعديون في الجنوب، والبرتغاليون بالثغور، بنو هنتانة بمراكش، وبقايا من بني مرين في دبدو، وأبو الحسن المنظري بتطوان، وشفشاون بيد بني راشد إلى غيرها من الرباطات والزوايا المستقلة في هذه الظروف كان نزول البرتغاليين بالموقع الذي يُعرف اليوم بمدينة الجديدة.